# Desio
Desio és un municipi italià, situat a la regió de la Llombardia i a la província de Monza i Brianza. L'any 2004 tenia 37.262 habitants.

## Fills il·lustres
- Pasquale Borri (1802-1884), coreògraf.
- Milena Gabanelli (1954) periodista i presentadora de televisió. Nascuda a Nibbiano, Piacenza, va viure a Desio fins als 19 anys.[1]